# Oščadnica
Oščadnica (allemand : Otschad), est un village de Slovaquie situé dans la région de Žilina.

## Histoire
Première mention écrite du village en 1712.

## Démographie

### Évolution de la population
| Année:               | 1994. | 2004.   | 2014.   | 2024.   |
| -------------------- | ----- | ------- | ------- | ------- |
| Nombre de personnes: | 5613  | 5699    | 5660    | 5807    |
| Différence:          |       | +1,53 % | -0,68 % | +2,59 % |

| Année:               | 2023. | 2024.   |
| -------------------- | ----- | ------- |
| Nombre de personnes: | 5755  | 5807    |
| Différence:          |       | +0,90 % |